# Diego Biseswar
Diego Sander Bisewar (ur. 8 marca 1988 w Amsterdamie) – piłkarz holdenderski grający na pozycji ofensywnego pomocnika. Od 2016 jest graczem PAOK FC.

## Życiorys
Biseswar jest wychowankiem DWS, gdzie grał od szóstego roku życia. Bardzo szybko został wypatrzony przez scoutów Ajaksu Amsterdam. W 2002 roku przeszedł do Feyenoordu, a w 2005 podpisał kontrakt zawodowy. W sezonie 2006/07 został wypożyczony do innego holenderskiego klubu Heracles Almelo. Rozegrał tam 26 spotkań zdobywając dwa gole. W 2008 na pół roku wypożyczono go do De Graafschap. Po wypożyczeniu wrócił do Feyenoordu i był członkiem szerokiego składu drużyny. W trakcie sezonu 2008/09 został graczem podstawowego składu, a za swoją dobrą postawę (7 goli w lidze) podpisał kontrakt, wiążący go z Feyenoordem do 2012 roku, mimo propozycji gry w Ajaksie i Valencii. W latach 2012–2016 grał w tureckim Kayserisporze. Z kolei latem 2016 przeszedł do PAOK FC.
| Sezon   | Klub            | Kraj     | Rozgrywki          | Mecze | Bramki |
| ------- | --------------- | -------- | ------------------ | ----- | ------ |
| 2004/05 | Feyenoord       | Holandia | Eredivisie         | 1     | 0      |
| 2005/06 | Feyenoord       | Holandia | Eredivisie         | 6     | 1      |
| 2006/07 | Heracles Almelo | Holandia | Eredivisie         | 26    | 2      |
| 2007/08 | Feyenoord       | Holandia | Eredivisie         | 1     | 0      |
| 2007/08 | De Graafschap   | Holandia | Eredivisie         | 11    | 0      |
| 2008/09 | Feyenoord       | Holandia | Eredivisie         | 28    | 7      |
| 2009/10 | Feyenoord       | Holandia | Eredivisie         | 29    | 1      |
| 2010/11 | Feyenoord       | Holandia | Eredivisie         | 23    | 2      |
| 2011/12 | Feyenoord       | Holandia | Eredivisie         | 5     | 0      |
| 2011/12 | Kayserispor     | Turcja   | Süper Lig          | 8     | 2      |
| 2012/13 | Kayserispor     | Turcja   | Süper Lig          | 22    | 3      |
| 2013/14 | Kayserispor     | Turcja   | Süper Lig          | 23    | 3      |
| 2014/15 | Kayserispor     | Turcja   | 1. Lig             | 31    | 5      |
| 2015/16 | Kayserispor     | Turcja   | Süper Lig          | 32    | 5      |
| 2016/17 | PAOK FC         | Grecja   | Superleague Ellada |       |        |